# MZ Большой Медведицы
MZ Большой Медведицы (лат. MZ Ursae Majoris), HD 105963 — двойная звезда в созвездии Большой Медведицы на расстоянии приблизительно 97,4 световых лет (около 29,8 парсеков) от Солнца. Видимая звёздная величина звезды — от +7,98m до +7,96m.

## Характеристики
Первый компонент — оранжевый карлик, вращающаяся переменная звезда типа BY Дракона (BY) спектрального класса K0V или K2.
Второй компонент — оранжевый карлик, вращающаяся переменная звезда типа BY Дракона (BY) спектрального класса K1V.